# 長久手古戦場駅
長久手古戦場駅 （ながくてこせんじょうえき）は、愛知県長久手市横道にある、愛知高速交通東部丘陵線（リニモ）の駅である。駅番号はL04。
イオンモール長久手と直結している。副駅名は、イオンモール長久手 前（イオンモールながくて まえ）。

## 歴史
- 2005年（平成17年）3月6日：開業[1]。
- 2016年（平成28年）
  - 3月12日：ICカード「manaca」の利用が可能となる[2]。
  - 12月4日：隣接するイオンモール長久手が、駅と直結する形でオープン。同年12月9日、副駅名として「イオンモール長久手 前」を追加。

## 駅構造
島式1面2線ホームを持つ高架駅。バリアフリーの対応として出入口に2基、改札内に1基、合計3基のエレベーターを配置。安全対策として1番・2番線ホームに可動式ホームドアを設置。通常は無人駅。多機能トイレがある。無料の自転車等駐車場が設置されている。

### のりば
| 番線 | 路線        | 行先       |
| ---- | ----------- | ---------- |
| 1    | ■東部丘陵線 | 八草方面   |
| 2    | ■東部丘陵線 | 藤が丘方面 |

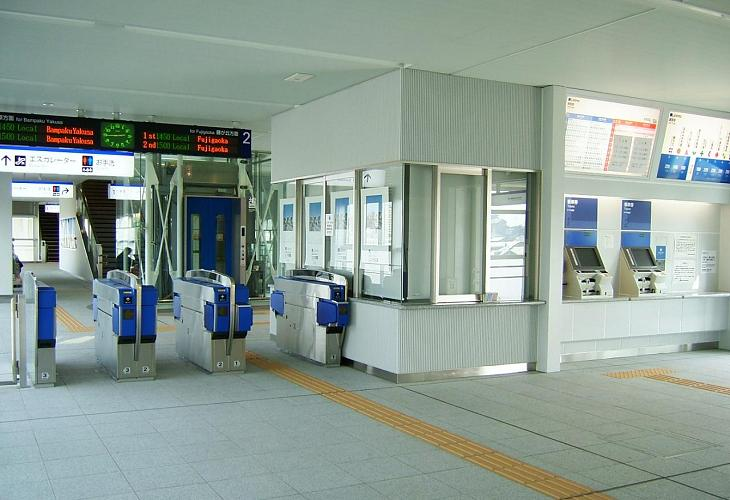
改札口
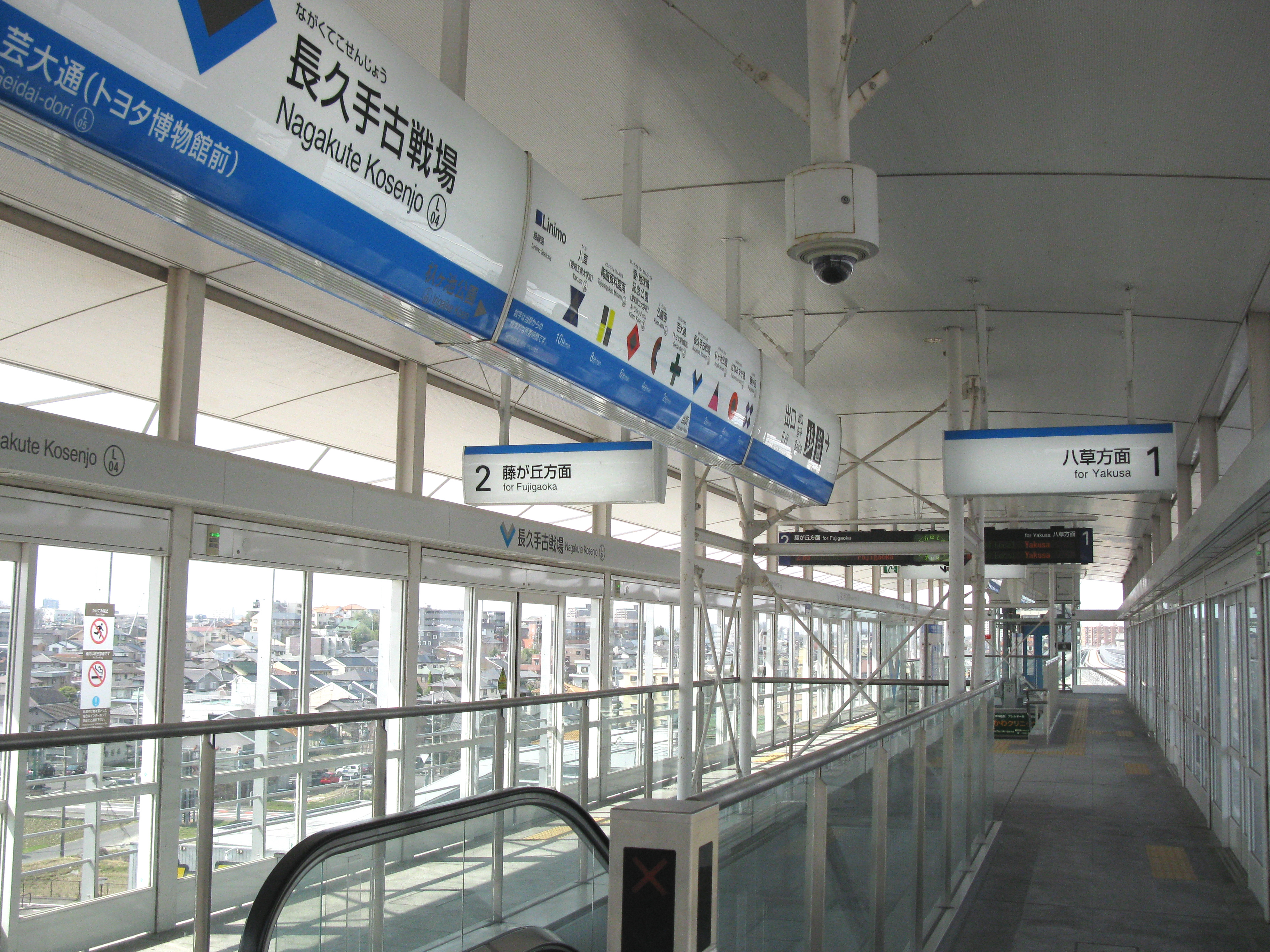
ホーム
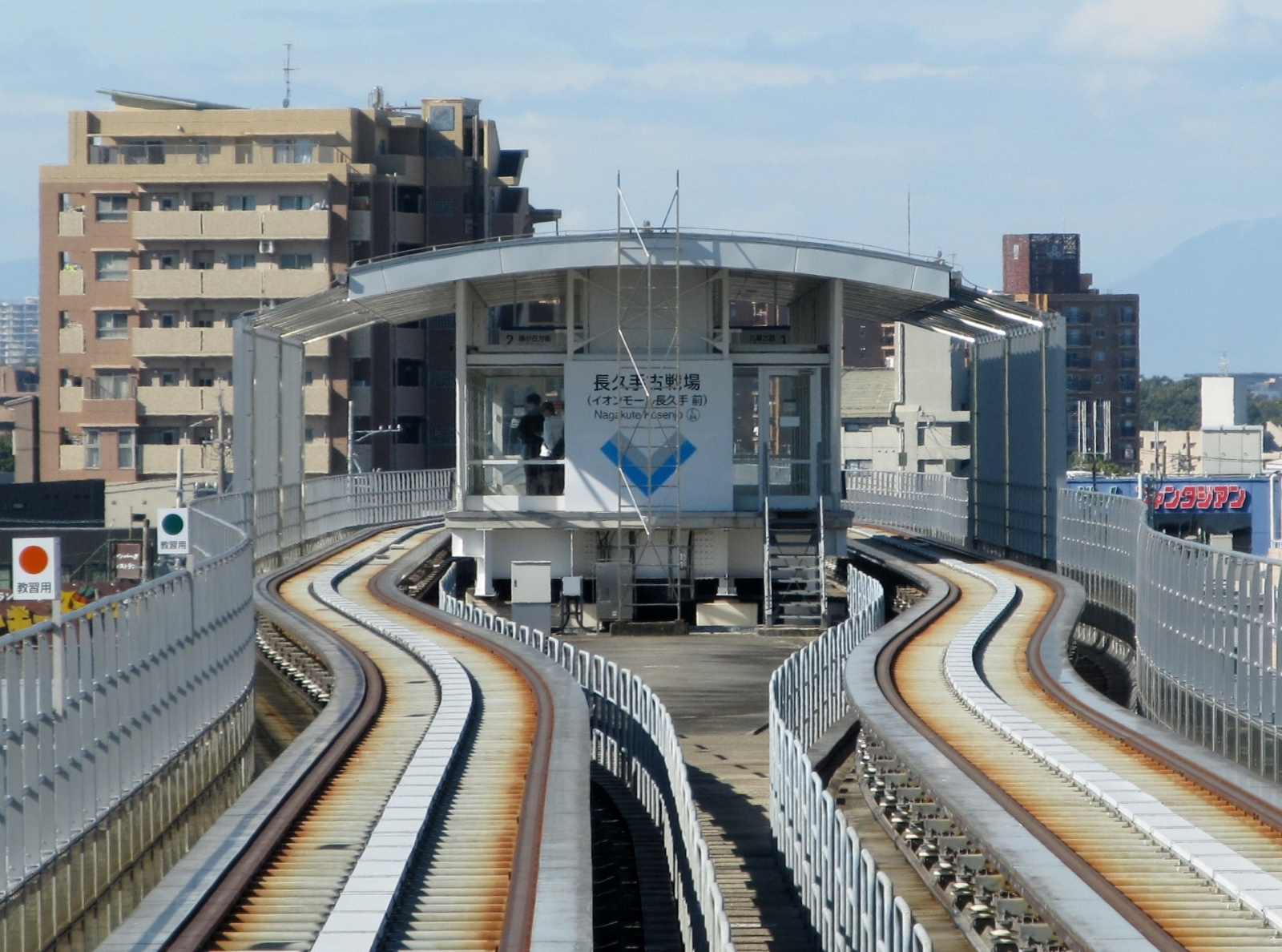
ホーム外観

## 利用状況
『ながくての統計』各号によると、乗車人員の推移は以下の通りである。
| 年                 | 年間      | 年間    | 一日平均 | 一日平均 | 備考                   |
| 年                 | 総数      | 定期    | 総数     | 定期     | 備考                   |
| ------------------ | --------- | ------- | -------- | -------- | ---------------------- |
| 2004（平成16）年度 | 26,551    | 3,390   | 1,062    | 136      | 2005年3月6日開業       |
| 2005（平成17）年度 | 811,628   | 65,760  | 2,226    | 183      | 万博開催               |
| 2006（平成18）年度 | 289,165   | 121,380 | 797      | 337      | [ 6 ]                  |
| 2007（平成19）年度 | 311,146   | 124,470 | 856      | 346      | [ 6 ]                  |
| 2008（平成20）年度 | 346,067   | 143,250 | 954      | 398      | [ 6 ]                  |
| 2009（平成21）年度 | 352,920   | 156,300 | 973      | 434      | [ 6 ]                  |
| 2010（平成22）年度 | 490,779   | 274,170 | 1,355    | 762      | [ 6 ]                  |
| 2011（平成23）年度 | 551,646   | 332,010 | 1,522    | 922      | [ 7 ]                  |
| 2012（平成24）年度 | 579,351   | 351,900 | 1,601    | 978      | [ 7 ]                  |
| 2013（平成25）年度 | 613,881   | 377,490 | 1,696    | 1049     | [ 7 ]                  |
| 2014（平成26）年度 | 569,857   | 333,630 | 1,574    | 927      | [ 7 ]                  |
| 2015（平成27）年度 | 614,009   | 366,540 | 1,694    | 1,018    | [ 7 ]                  |
| 2016（平成28）年度 | 1,005,220 | 458,160 | 2,771    | 1,273    | イオンモール長久手開店 |
| 2017（平成29）年度 | 1,256,989 | 592,650 | 3,466    | 1,646    | [ 8 ]                  |
| 2018（平成30）年度 | 1,217,367 | 600,180 | 3,358    | 1,667    | [ 8 ]                  |
| 2019（令和元）年度 | 1,246,130 | 650,070 | 3,434    | 1,806    | [ 8 ]                  |
| 2020（令和02）年度 | 763,615   | 354,570 | 2,106    | 985      | [ 8 ]                  |

### 補足
JTB時刻表における長久手市の中心駅である。
愛知万博閉幕後の利用客低迷の打開を図るため、2006年（平成18年）4月から当駅近隣の愛知学院大学（日進キャンパス）・名古屋外国語大学・名古屋学芸大学への無料通学バスが運行されていたが、2007年（平成19年）1月末で廃止された。
2010年（平成22年）4月より、愛知学院大学・名古屋外国語大学・名古屋学芸大学・名古屋学芸大学短期大学部への無料通学バスが、名鉄バスにより運行されるようになる。
なお、リニモ藤が丘駅から当駅までの定期券を購入し、かつ当駅からこのバスに乗車した場合では、藤が丘駅から有料の路線バスで通学するケースに比べ、月1800円程度割安となる。
これらの方策もあり、2011年度は、隣の杁ヶ池公園駅の利用者数を抜いて路線全体で4番目に多い駅となった。
さらに2016年（平成28年）度には、イオンモール長久手が開業したこともあり、愛・地球博記念公園駅を抜いて路線全体で3番目に多い駅となった。

## 駅周辺

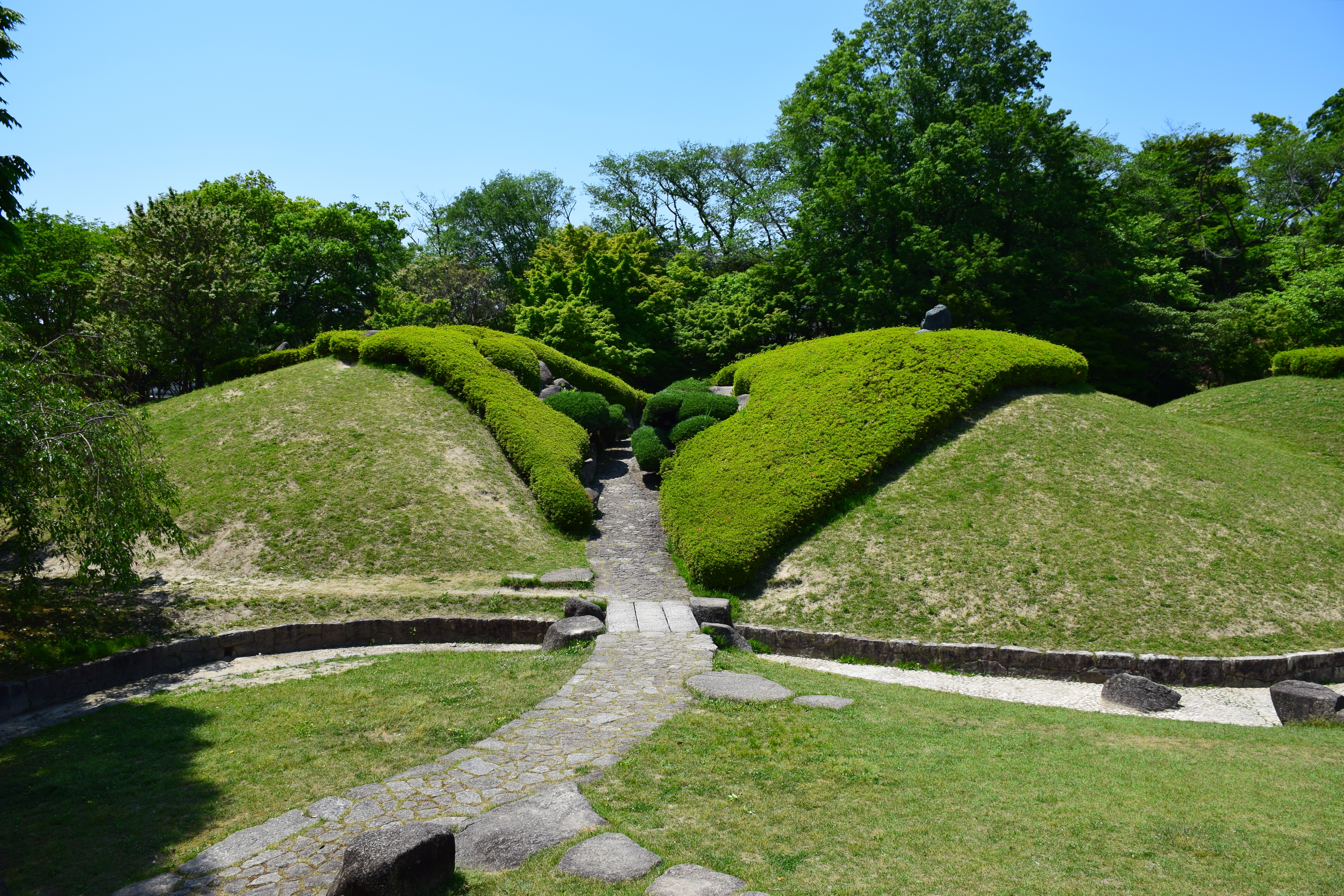
長久手古戦場

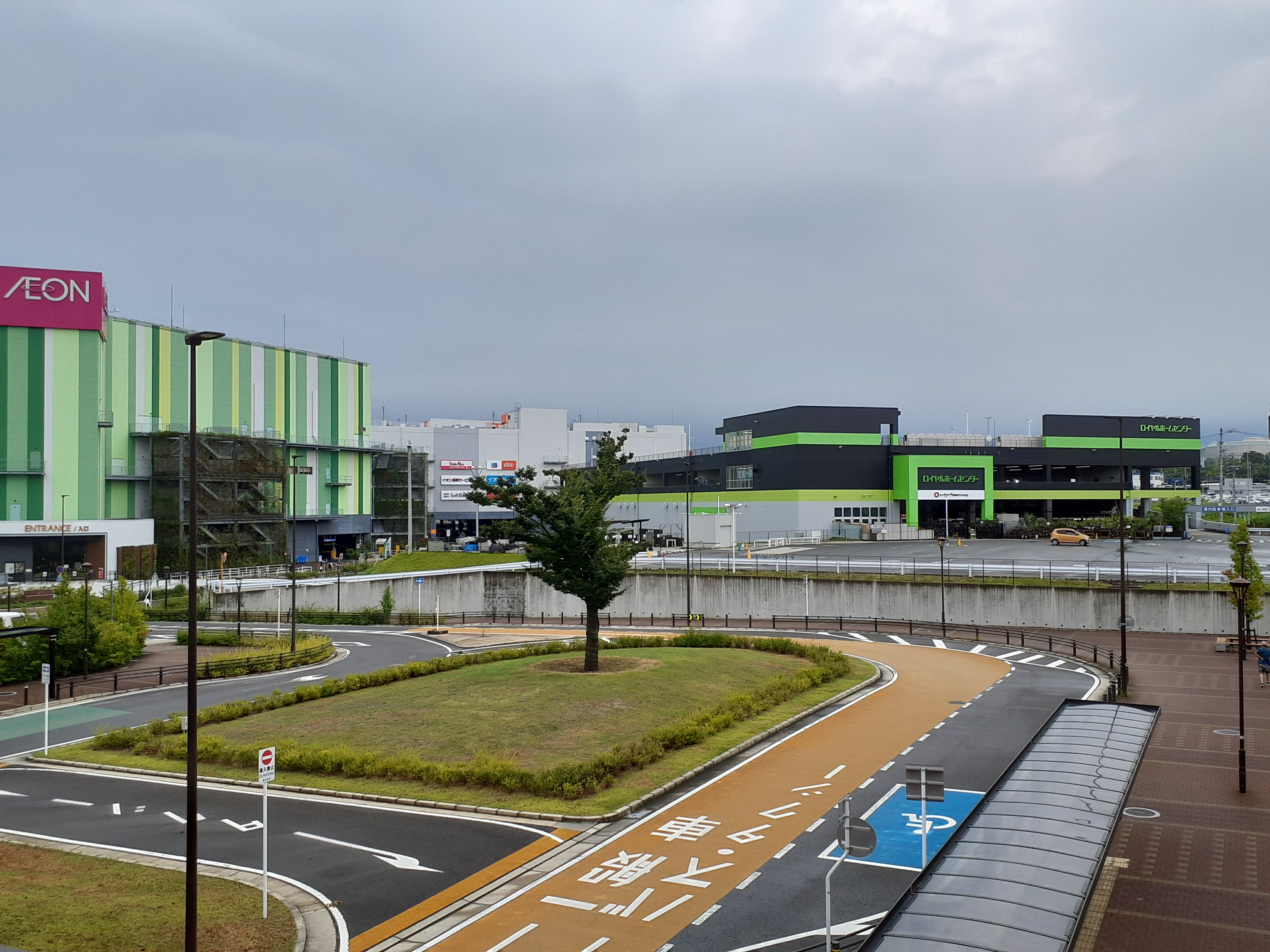
イオンモール長久手とロイヤルホームセンター

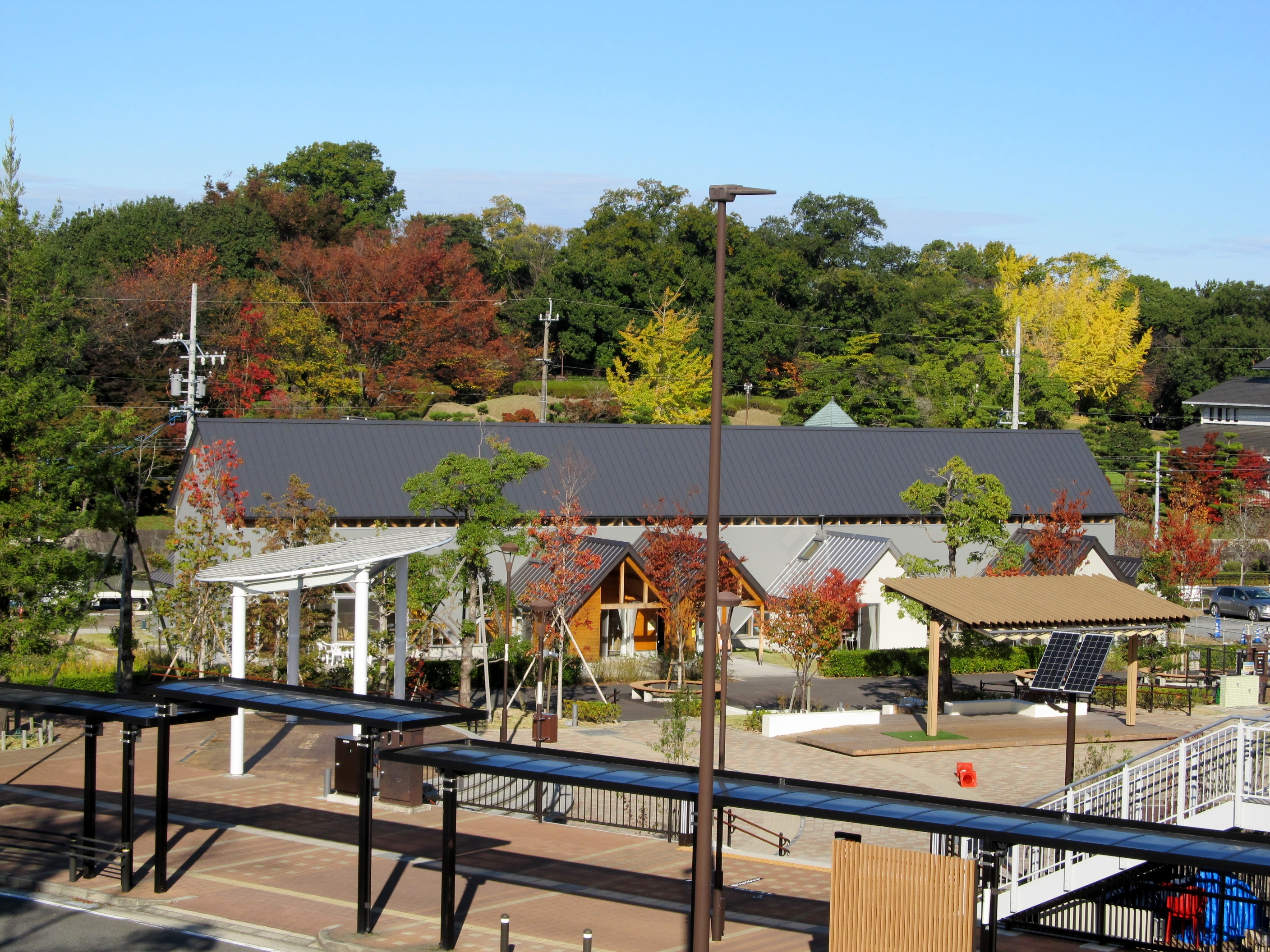
リニモテラス公益施設

この駅は小牧・長久手の戦いの舞台のひとつとなった長久手古戦場跡の近くに位置する。また、日進市との境界にも近い。
- 長久手古戦場公園
  - 長久手市郷土資料室
  - 長久手古戦場野外活動施設
  - 勝入塚（池田恒興戦死の地）
- イオンモール長久手 - 約3.9ヘクタールの土地に専門店やスーパーなどが入るショッピングセンター（SC）。2011年度に正式契約を交わし、2014年8月に建築着工が開始され、2016年12月9日にグランドオープンした。なお、このショッピングセンターは、当駅とデッキで結ばれている。これに伴いロイヤルホームセンターは東側へ場所を変え建て直された。
  - 長久手中央2号公園 - イオンモール駅前棟の前にある広場。
- リニモテラス公益施設 - 長久手市の駅前整備計画「リニモテラス構想」の核となる施設。2021年6月開設[9]。
- 庄九郎塚（池田之助戦死の地）
- 武蔵塚（森長可戦死の地）
- 口論義運動公園
  - 口論義運動公園プール
- 豊田中央研究所
- 血の池公園
- 愛知学院大学日進キャンパス
- ジェームスグリーンロード店
- ロイヤルホームセンター長久手店
- あいち銀行 長久手支店
- 東京インテリア家具長久手店
- みかわクリニック
- 株式会社マイゾックス
- 古戦場通り
- 愛知県道57号瀬戸大府東海線
- 愛知県道60号名古屋長久手線（御富士線）
- 長久手市立長久手中学校

## 利用可能なバス路線
名鉄バス

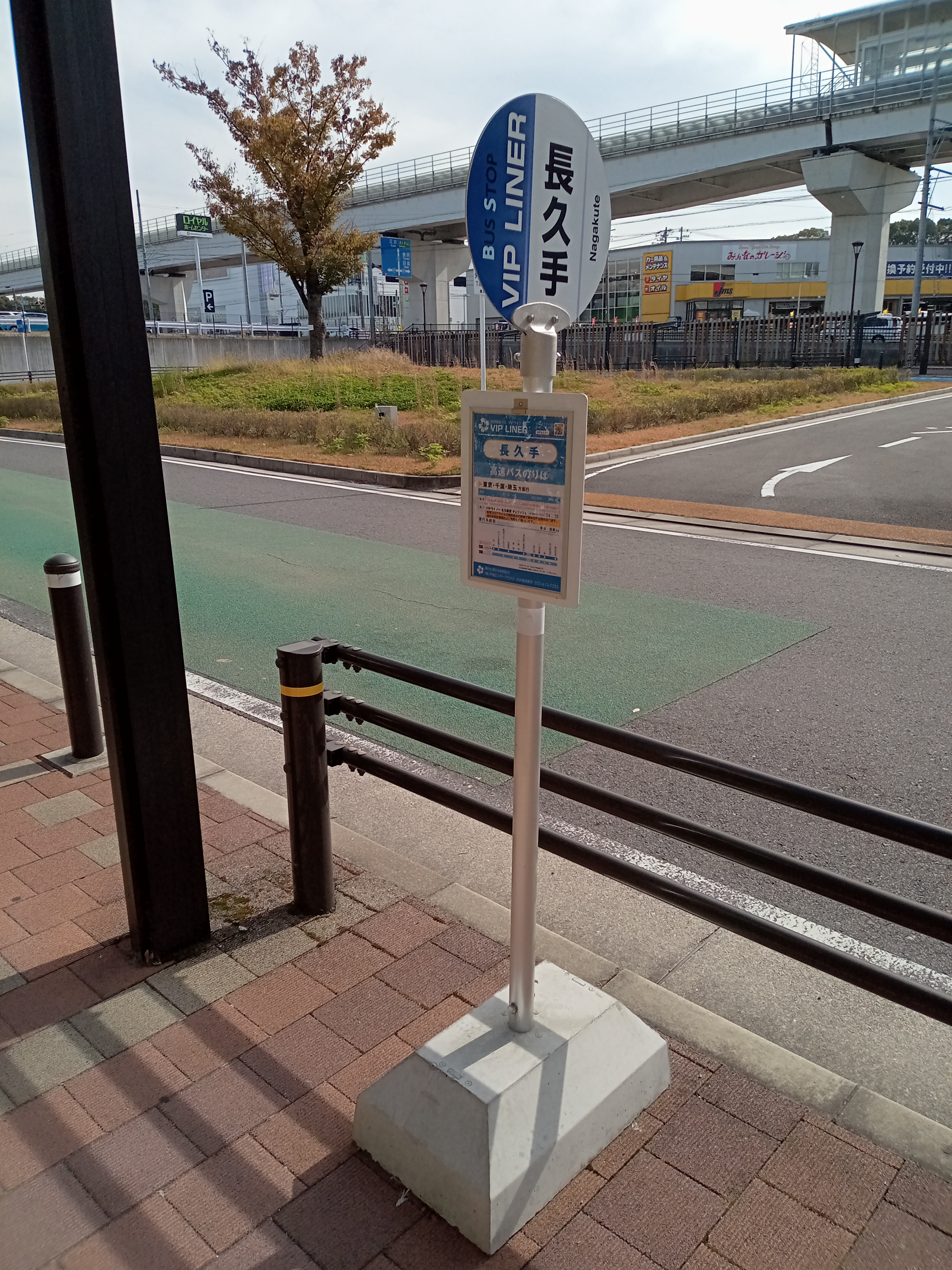
VIPライナーのバス停

- 【32】トヨタ博物館前（旧称・長久手車庫） - 長久手古戦場駅 - 長久手市役所 - 引山 - 栄 - 名鉄バスセンター ※基幹バス
- 【65】【66】トヨタ博物館前 - 長久手古戦場駅 - 砂子 - 菖蒲池 - 長久手住宅 - 藤が丘
- 【74】トヨタ博物館前 - 長久手古戦場駅 - 岩藤 - 北高上 - 香久山 - 高針 - 星ヶ丘
- 【85】長久手古戦場駅 - 隅田 - 愛知医科大学病院 - 長久手高校東門前(晴丘方のみ停車) - 晴丘 - 尾張旭駅 - 尾張旭向ヶ丘
- 【80】長久手古戦場駅 - 竹の山 - 岩崎台 - 日進市役所 - 浅田 - 赤池駅
  - 2017年（平成29年）4月1日にくるりんばすから移管。

※ ただし、イオンモール長久手オープンに伴い周辺道路が混雑し、運行上に影響があることから、2016年（平成28年）12月21日より10時～18時の一部の便において当停留所を休止状態とし、通過扱いとして運行していたが、2017年（平成29年）1月16日よりバス停留所立ち寄りを再開することになった。
豊鉄バス（高速バス）
- （山の湊号）長久手古戦場駅 - 藤が丘駅 - 川路（三河東郷駅） - 新城市役所 - 亀姫通（新城駅南）（2016年7月1日より運行開始）

N-バス（長久手市）
- （中央循環線 右回り）丸根⇒長久手古戦場駅⇒山越
- （中央循環線 左回り）山越⇒長久手古戦場駅⇒丸根

くるりんばす（日進市)
- （北コース）長久手古戦場駅 - 五色園 - 市役所

名鉄シャトルバス（長久手古戦場駅 - 愛知学院大学 - 名古屋外国語大学） 　
- 愛知学院大学、名古屋外国語大学、名古屋学芸大学の学生・職員は学生証・職員証を提示すれば無料、日曜運休（祝日運休の場合あり）。その他の乗客は200円必要。

VIPライナー（高速バス）
- 東京（東京駅・バスタ新宿）、TDL、埼玉（川越駅）方面[注釈 1]

## 隣の駅
愛知高速交通
■東部丘陵線（リニモ）
杁ヶ池公園駅 (L03) - 長久手古戦場駅 (L04) - 芸大通駅 (L05)

## その他
おおむね当駅を境に、グリーンロード沿いの周囲の環境が大きく変わる。当駅より西は名古屋市名東区の延長としての住宅地であり集合住宅も多く立ち並ぶが、当駅より東はほとんどが市街化調整区域となっているため住宅が減り、家族向けの集合住宅はわずかしか見られなくなる。また当駅より西のグリーンロード沿いは店舗が多く立ち並ぶ（いわゆるロードサイド店舗）が、当駅より東のグリーンロード沿いは店舗が激減する。